# Scopula nacida
Scopula nacida är en fjärilsart som beskrevs av Paul Dognin 1901. Scopula nacida ingår i släktet Scopula och familjen mätare. Inga underarter finns listade.